# Lago de Apanás
Lago de Apanás är en 46 km2 konstgjord sjö i Jinotega i norra Nicaragua. Den skapades 1964 vid bygget av Mancotaldammen i Río Tuma. Sjön kantas av höga berg med spektakulära utsikter över sjön.

## Damm och vattenkraft
Mancotaldammen ligger i sjöns östra del i Asturias vid floden Río Tuma, som så småningom rinner ut i Río Grande de Matagalpa och Karibiska havet. Vattenkraftverket har en kapacitet på 50 megawatt. Det ligger dock i sjöns västra del där en kanal och en underjordisk tunnel leder vattnet till Río El Cacao och sedan till Río Viejo och Managuasjön. På så sätt genererar sjön inte bara vatten till sitt eget kraftverk utan omdirigerar också vatten till vattenkraftverket vid Santa Barabradammen i Ciudad Darío och jordbrukets bevattningsbehov.

## Rekreation
Med ett svalt höglandsklimat är sjön är ett populärt turistmål med goda möjlghter för vattensporter.

## Flora och fauna
Sjön har många fiskar.